# 弗勒烏鄉

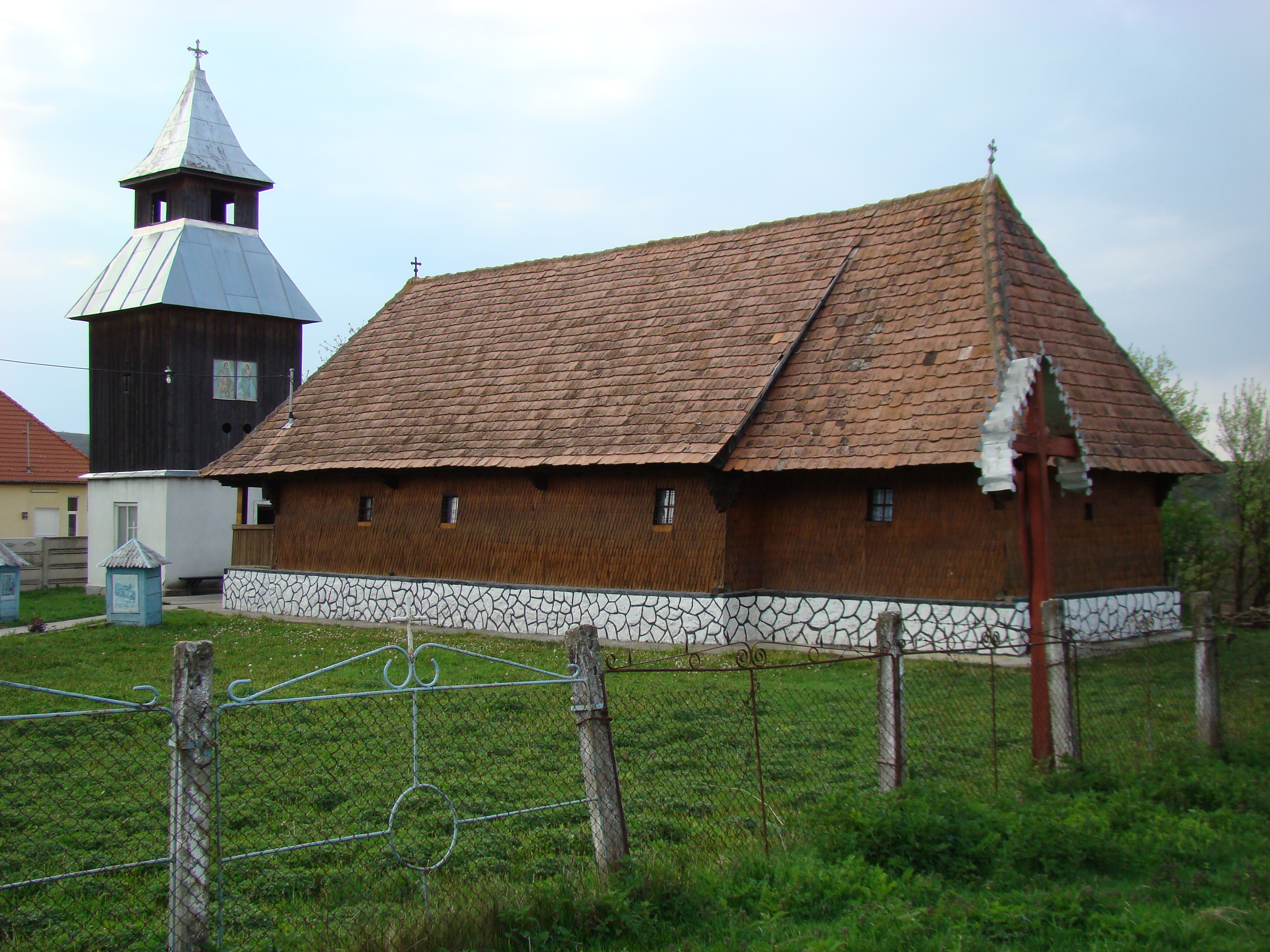
弗勒烏鄉

46°20′29″N 24°00′21″E / 46.34139°N 24.00583°E
弗勒烏鄉（羅馬尼亞語：Comuna Fărău, Alba），是羅馬尼亞的鄉份，位於該國中部，由阿爾巴縣負責管轄，面積81平方公里，海拔高度404米，2011年人口1,569，人口密度每平方公里23人。